# عبد الله القويز
عبد الله بن إبراهيم القويز هو دبلوماسي واقتصادي ومصرفي ورحالة وسفير سعودي سابق، عمل سفيراً للسعودية في البحرين، وشغل منصب «الأمين العام المساعد للشئون الاقتصادية» في الأمانة العامة لمجلس التعاون الخليجي. كما مثل المملكة في عدة مناصب اقتصادية ودبلوماسية.

## السيرة المهنية
- بدأت مسيرة القويز في التاسع من سبتمبر عام 1981 حينما وافق المجلس الوزاري لدول مجلس التعاون على تعيين القويز أميناً عاماً مساعداً للشئون الاقتصادية في الأمانة العامة للمجلس.[7]
- عمل في منصب المدير العام لبنك الخليج الدولي من عام 1997 إلى عام 2001م.[8]
- في الرابع من مايو عام 2003 عين سفيراً للمملكة العربية السعودية في مملكة البحرين،[9] وفي الثاني عشر من سبتمبر عام 2007 انتهت فترة عمله سفيراً.[10]
- شارك أيضأ ضمن الهيئة الاستشارية في «مجلة التنمية والسياسات الإقتصادية» التابعة للمعهد العربي للتخطيط،[11]
- عمل ممثلاً للمملكة العربية السعودية في مجلس المديرين التنفيذيين لصندوق النقد العربي.[6]

## الحياة الشخصية
- عبد الله بن إبراهيم القويز ولد ونشأ في الدوادمي عام 1939,
- درس الابتدائية في الدوادمي، ثم انتقل إلى محافظة شقراء للدراسة في المعهد العلمي مدة سنتين، ثم عاد للدوادمي لدراسة المرحلة المتوسطة والعمل في نفس الوقت. حيث اعتمد على نفسه لكسب رزقه فعمل حمالا وفي النجارة والبناء.
- هو والد كلا من طه القويز رئيس مجلس إدارة شركة دراية المالية، ومحمد القويز رئيس مجلس هيئة السوق المالية.[12]
- حصل على شهادات علمية عليا من أمريكا 1973، وعمل في العديد من المناصب الدبلوماسية والاقتصادية خلال مسيرته العملية.
- توجه للطبيعة بعيداً عن الحياة السياسية فيعمل رحالةً يقوم برحلات سياحية في مختلف دول العالم، فنجده في بقاع الأرض الجميلة يشرح لنا ميزاتها وبيئتها ومعلومات قديمة وجديدة عن هذه المناطق.[3]

## السجل الأكاديمي
- بكالوريوس اقتصاد وعلوم سياسية.
- ماجستير علم اجتماع تخصص اقتصاد.
- ماجستير إدارة أعمال.
- دكتوراه تخصص اقتصاد.

## العمل الحالي
- رئيس إدارة بي آي سي (الشركة الاستثمارية التي أسسها بنك بي إن بي – الفرنسي- في المملكة العربية السعودية).
- مؤسس، رئيس مجلس إدارة، وعضوية مجلس إدارة ثم عضو في الجمعية العمومية لجمعية حسن الجوار لرعاية الأفراد والأسر المحتاجة
- نائب رئيس مجلس محافظي معهد اكسفورد لدراسة سياسات الطاقة- المملكة المتحدة.
- عضو مجلس إدارة لجنة التجارة الدولية – مجلس الغرف السعودية – الرياض المملكة العربية السعودية.
- عضو اللجنة الاستشارية التي أنشأها صندوق النقد الدولي في واشنطن لمتابعة تطورات التمويل الإسلامي.
- عضو الهيئة الإدارية لملتقى الطاقة العربي – بيروت.
- مستشار اقتصادي لجمهورية موريتانيا الإسلامية.

## الأوسمة والجوائز
- تسلم وسام الإستحقاق من يد خادم الحرمين الشريفين (نيابة عن إخوانه قادة دول مجلس التعاون الخليجي) وذلك إعترافاً بإنجازاته لتحقيق أهداف مجلس التعاون الخليجي في مسقط 21 ديسمبر 1989.

- فاز بجائزة الإستحقاق لجمعية المغتربين العرب في نيويورك عام 2001 لإنجازاته ولإسهاماته في تطوير الصناعة المصرفية العربية وفي تعزيز التكامل الإقتصادي العربي وتشجيع التعاون المالي والإقتصادي العربي / الأمريكي.

## لقاءاته
حل الدكتور عبد الله القويز ضيفاً في العديد من البرامج على الشاشات العربية المختلفة ومن أهمها:
- ضيف برنامج سؤال مباشر على قناة العربية.
- تقرير خاص بالدكتور عبد الله ورحلاته في نشرة الرابعة على قناه العربية.
- تقرير للدكتور عبد لله في برنامج صباح السعودية.
- ضيف برنامج كلام نواعم.
- برنامج (ذات) على قناة السعودية في شهر رمضان عام 1444هـ/ 2023م.[13]
- برنامج (في الصورة) على قناة روتانا خليجية عام1445هـ/ 2024 م [14]

## المؤلفات
(شايب وصل قمة كلمنجارو راجلاً وعاد سالماً). صدر عام 2017.